# Jaroslav Drbohlav
Jaroslav Drbohlav (* 13. Januar 1947 in Prag; † 28. April 1985 ebenda) war ein tschechoslowakischer Schauspieler.

## Leben und Karriere
Schon im Kindesalter wirkte Drbohlav in einigen tschechischen Filmen mit. Auch im Erwachsenenalter führte er seine Schauspielkarriere fort, er studierte von 1966 bis 1969 an der Akademie der Musischen Künste in Prag. Drbohlav spielte während seiner erfolgreichen Theaterkarriere unter anderem am Prager Nationaltheater sowie im Činoherní klub. Außerdem trat er in rund 60 Filmen auf, darunter eine Nebenrolle als einer der beiden Begleiter des Prinzen im Märchenfilm-Klassiker Drei Haselnüsse für Aschenbrödel (1973).
In der Folgezeit verkörperte Drbohlav einige Filmhauptrollen, doch sein schwerwiegend verlaufender Diabetes mellitus beeinträchtigte zusehends seine Schauspielarbeit. Nachdem er Anfang der 1980er-Jahre infolge des Diabetes seine Sehfähigkeit verloren hatte, war er nur noch vereinzelt in Filmrollen zu sehen. Seine Karriere am Theater musste Drbohlav im Jahr 1982 völlig aufgeben. Der Vater einer Tochter starb am 28. April 1985 im Alter von 38 Jahren an Leberversagen.

## Filmografie (Auswahl)
- 1957: Jurásek
- 1962: Kurata na cestách (Hühnchen auf Reisen)
- 1972: Frühes Versprechen (My, ztracený holky)
- 1973: Der Tod ist wählerisch (Smrt si vybírá)
- 1973: Die Tage des Verrats (Dny zrady)
- 1973: Drei Haselnüsse für Aschenbrödel (Tři oříšky pro Popelku)
- 1974: Dvacátý devátý
- 1975: Das Schicksal heißt Kamilla (Osud jménem Kamila)
- 1975: Zwei Mann zur Stelle (Dva muzi hlásí príchod)
- 1975: Profesori za skolou
- 1977: Wie wäre es mit Spinat? (Profesori za skolou)
- 1979: Die Märchenbraut (Arabela; Fernsehserie)
- 1980: Begegnung im Juli (Setkání v cervenci)
- 1981: Ta chvíle, ten okamzik
- 1985: Bitva za Moskvu